# Glebinae
Glebinae is een onderfamilie van weekdieren uit de klasse van de Gastropoda (slakken).

## Geslacht
- Corolla Dall, 1871
- Gleba Forsskål in Niebuhr, 1776